# Abu Dhabi Tour 2017
3. edycja wyścigu Abu Dhabi Tour odbyła się w dniach 23–26 lutego 2017 roku. Trasa tego czteroetapowego wyścigu liczyła 671 km. Zawody figurowały w kalendarzu najważniejszych wyścigów kolarskich UCI World Tour.

## Lista startowa
Na starcie tego wyścigu stanęło 20 ekip, szesnaście drużyn jeżdżących w UCI World Tour 2017 i cztery zespoły zaproszone przez organizatorów z tzw. "dziką kartą".
| Numery | Kod | Drużyna            |
| ------ | --- | ------------------ |
| 1-8    | AST | Astana Pro Team    |
| 11-18  | ALM | Ag2r-La Mondiale   |
| 21-28  | TBM | Bahrain-Merida     |
| 31-38  | BRD | Bardiani-CSF       |
| 41-48  | BMC | BMC Racing Team    |
| 51-58  | BOH | Bora-Hansgrohe     |
| 61-68  | GAZ | Gazprom-RusVelo    |
| 71-78  | LTS | Lotto Soudal       |
| 81-88  | MOV | Movistar Team      |
| 91-98  | NIP | Nippo-Vini Fantini |

| Numery  | Kod | Drużyna              |
| ------- | --- | -------------------- |
| 101-108 | ORS | Orica-Scott          |
| 111-118 | QST | Quick-Step Floors    |
| 121-128 | DDD | Dimension Data       |
| 131-138 | KAT | Team Katusha-Alpecin |
| 141-148 | TLJ | Team LottoNL-Jumbo   |
| 151-158 | TNN | Team Novo Nordisk    |
| 161-168 | SUN | Team Sunweb          |
| 171-178 | SKY | Team Sky             |
| 181-188 | TFS | Trek-Segafredo       |
| 191-198 | UAD | UAE Team Emirates    |

## Etapy
| Etap | Data      | Start - meta                           | Typ    | Dystans (km) | Zwycięzca etapu | Lider          |
| ---- | --------- | -------------------------------------- | ------ | ------------ | --------------- | -------------- |
| 1.   | 23 lutego | Abu Zabi - Abu Zabi                    | Płaski | 189          | Mark Cavendish  | Mark Cavendish |
| 2.   | 24 lutego | Al Maryah Island - Abu Zabi            | Płaski | 153          | Marcel Kittel   | Mark Cavendish |
| 3.   | 25 lutego | Hazza Bin Zayed Stadium - Jebel Hafeet | Górski | 186          | Rui Costa       | Rui Costa      |
| 4.   | 26 lutego | Yas Marina Circuit                     | Płaski | 143          | Caleb Ewan      | Rui Costa      |

### Etap 1 – 23.02: Abu-Zabi > Abu-Zabi, 189 km
| #   | Zawodnik          | Zespół | Czas       |
| --- | ----------------- | ------ | ---------- |
| 1.  | Mark Cavendish    | DDD    | 4h 37' 06" |
| 2.  | André Greipel     | LTS    | + 0"       |
| 3.  | Niccolò Bonifazio | TBM    | + 0"       |
|     |                   |        |            |
| 28. | Rafał Majka       | BOH    | + 0"       |
| 44. | Paweł Poljański   | BOH    | + 0"       |

| #   | Zawodnik        | Zespół | Czas       |
| --- | --------------- | ------ | ---------- |
| 1.  | Mark Cavendish  | DDD    | 4h 36' 56" |
| 2.  | André Greipel   | LTS    | + 4"       |
| 3.  | Manuele Mori    | UAD    | + 4"       |
|     |                 |        |            |
| 31. | Rafał Majka     | BOH    | + 10"      |
| 47. | Paweł Poljański | BOH    | + 10"      |

### Etap 2 – 24.02: Al Maryah Island > Abu-Zabi, 153 km
| #   | Zawodnik        | Zespół | Czas       |
| --- | --------------- | ------ | ---------- |
| 1.  | Marcel Kittel   | QST    | 3h 28' 11" |
| 2.  | Caleb Ewan      | ORS    | + 0"       |
| 3.  | Mark Cavendish  | DDD    | + 0"       |
|     |                 |        |            |
| 31. | Rafał Majka     | BOH    | + 0"       |
| 44. | Paweł Poljański | BOH    | + 0"       |

| #   | Zawodnik        | Zespół | Czas       |
| --- | --------------- | ------ | ---------- |
| 1.  | Mark Cavendish  | DDD    | 8h 05' 03" |
| 2.  | Marcel Kittel   | QST    | + 4"       |
| 3.  | André Greipel   | LTS    | + 8"       |
|     |                 |        |            |
| 27. | Rafał Majka     | BOH    | + 14"      |
| 41. | Paweł Poljański | BOH    | + 14"      |

### Etap 3 – 25.02: Hazza Bin Zayed Stadium > Jebel Hafeet, 186 km
| #   | Zawodnik        | Zespół | Czas       |
| --- | --------------- | ------ | ---------- |
| 1.  | Rui Costa       | UAD    | 4h 34' 08" |
| 2.  | Ilnur Zakarin   | KAT    | + 0"       |
| 3.  | Tom Dumoulin    | SUN    | + 10"      |
|     |                 |        |            |
| 7.  | Rafał Majka     | BOH    | + 46"      |
| 63. | Paweł Poljański | BOH    | + 4' 02"   |

| #   | Zawodnik        | Zespół | Czas        |
| --- | --------------- | ------ | ----------- |
| 1.  | Rui Costa       | UAD    | 12h 39' 15" |
| 2.  | Ilnur Zakarin   | KAT    | + 4"        |
| 3.  | Tom Dumoulin    | SUN    | + 16"       |
|     |                 |        |             |
| 5.  | Rafał Majka     | BOH    | + 56"       |
| 62. | Paweł Poljański | BOH    | + 4' 12"    |

### Etap 4 – 26.02: Yas Marina Circuit, 143 km
| #   | Zawodnik        | Zespół | Czas       |
| --- | --------------- | ------ | ---------- |
| 1.  | Caleb Ewan      | ORS    | 3h 03' 06" |
| 2.  | Mark Cavendish  | DDD    | + 0"       |
| 3.  | André Greipel   | LTS    | + 0"       |
|     |                 |        |            |
| 19. | Rafał Majka     | BOH    | + 0"       |
| 49. | Paweł Poljański | BOH    | + 0"       |

| #   | Zawodnik        | Zespół | Czas        |
| --- | --------------- | ------ | ----------- |
| 1.  | Rui Costa       | UAE    | 15h 42' 21" |
| 2.  | Ilnur Zakarin   | KAT    | + 4"        |
| 3.  | Tom Dumoulin    | SUN    | + 16"       |
|     |                 |        |             |
| 6.  | Rafał Majka     | BOH    | + 56"       |
| 59. | Paweł Poljański | BOH    | + 4' 12"    |

## Liderzy klasyfikacji po etapach
| Etap                 | Zwycięzca            | Klasyfikacja generalna | Klasyfikacja punktowa | Klasyfikacja młodzieżowa | Klasyfikacja najaktywniejszych | Klasyfikacja drużynowa |
| -------------------- | -------------------- | ---------------------- | --------------------- | ------------------------ | ------------------------------ | ---------------------- |
| 1                    | Mark Cavendish       | Mark Cavendish         | Mark Cavendish        | Niccolò Bonifazio        | Manuele Mori                   | Dimension Data         |
| 2                    | Marcel Kittel        | Mark Cavendish         | Mark Cavendish        | Caleb Ewan               | Marco Canola                   | UAE Team Emirates      |
| 3                    | Rui Costa            | Rui Costa              | Mark Cavendish        | Julian Alaphilippe       | Marco Canola                   | UAE Team Emirates      |
| 4                    | Caleb Ewan           | Rui Costa              | Mark Cavendish        | Julian Alaphilippe       | Patrick Konrad                 | UAE Team Emirates      |
| Klasyfikacja końcowa | Klasyfikacja końcowa | Rui Costa              | Mark Cavendish        | Julian Alaphilippe       | Patrick Konrad                 | UAE Team Emirates      |

## Klasyfikacje końcowe

### Klasyfikacja generalna
| M-ce | Zawodnik           | Zespół               | Czas        |
| ---- | ------------------ | -------------------- | ----------- |
| 1.   | Rui Costa          | UAE Team Emirates    | 15h 42' 41" |
| 2.   | Ilnur Zakarin      | Team Katusha-Alpecin | + 4"        |
| 3.   | Tom Dumoulin       | Team Sunweb          | + 16"       |
| 4.   | Bauke Mollema      | Trek-Segafredo       | + 38"       |
| 5.   | Julian Alaphilippe | Quick-Step Floors    | + 53"       |
| 6.   | Rafał Majka        | Bora-Hansgrohe       | + 56"       |
| 7.   | George Bennett     | Team LottoNL-Jumbo   | + 56"       |
| 8.   | Fabio Aru          | Astana Pro Team      | + 56"       |
| 9.   | Domenico Pozzovivo | Ag2r-La Mondiale     | + 56"       |
| 10.  | Patrick Konrad     | Bora-Hansgrohe       | + 1' 07"    |
|      |                    |                      |             |
| 59.  | Paweł Poljański    | Bora-Hansgrohe       | + 4' 12"    |

| M-ce | Zawodnik       | Zespół            | Punkty |
| ---- | -------------- | ----------------- | ------ |
| 1.   | Mark Cavendish | Dimension Data    | 53     |
| 2.   | Caleb Ewan     | Orica-Scott       | 36     |
| 3.   | André Greipel  | Lotto Soudal      | 30     |
| 4.   | Marcel Kittel  | Quick-Step Floors | 28     |
| 5.   | Patrick Konrad | Bora-Hansgrohe    | 21     |
|      |                |                   |        |
| 27.  | Rafał Majka    | Bora-Hansgrohe    | 4      |

| M-ce | Zawodnik           | Zespół            | Czas        |
| ---- | ------------------ | ----------------- | ----------- |
| 1.   | Julian Alaphilippe | Quick-Step Floors | 15h 43' 14" |
| 2.   | Loius Meintjes     | UAE Team Emirates | + 22"       |
| 3.   | Carlos Verona      | Orica-Scott       | + 22"       |
| 4.   | Jack Haig          | Orica-Scott       | + 22"       |
| 5.   | Chris Hamilton     | Team Sunweb       | + 42"       |

| M-ce | Zawodnik           | Zespół             | Punkty |
| ---- | ------------------ | ------------------ | ------ |
| 1.   | Patrick Konrad     | Bora-Hansgrohe     | 21     |
| 2.   | Marco Canola       | Nippo-Vini Fantini | 17     |
| 3.   | Manuele Mori       | UAE Team Emirates  | 16     |
| 4.   | Rafael Valls       | Lotto Soudal       | 10     |
| 5.   | Julian Alaphilippe | Quick-Step Floors  | 8      |

| M-ce | Zespół             | Czas        |
| ---- | ------------------ | ----------- |
| 1.   | UAE Team Emirates  | 47h 09′ 36″ |
| 2.   | Ag2r-La Mondiale   | + 46"       |
| 3.   | Team LottoNL-Jumbo | + 53"       |
| 4.   | Orica-Scott        | + 1' 12"    |
| 5.   | Trek-Segafredo     | + 1' 23"    |